# Vladimír Godár
Vladimir Godar (født 16. marts 1956 i Bratislava, Slovakiet) er en slovakisk komponist, lærer og pianist.
Godar studerede komposition og klaver på Musikkonservatoriet i Bratislava. Han var lærer i komposition og historie på Akademiet for udøvende Kunst i Bratislava. Godar har skrevet orkesterværker, kammermusik, koncertmusik, oratorier, solostykker for mange instrumenter, og filmmusik, som han nok er mest kendt for. Godar er i sin kompositionsstil en krydsning mellem Henryk Gorecki og Leos Janacek.

## Udvalgte værker
- Concerto Grosso (1985) - for cembalo og strygeorkester
- Bartok´s Grav (1995-2002) - for orkester
- Daryatchangui´s have (1987) - for bratsch, cello og orkester
- Comenius (1984) - oratorium